# شویژنو (استان پومرانی غربی)
شویژنو (به لهستانی:  Świerzno) یک روستا در لهستان است که در گمینا شویژنو واقع شده‌است. شویژنو ۶۷۰ نفر جمعیت دارد.